# Diplogeomyza flavipalpis
Diplogeomyza flavipalpis är en tvåvingeart som beskrevs av Mcalpine 1967. Diplogeomyza flavipalpis ingår i släktet Diplogeomyza och familjen myllflugor. Inga underarter finns listade i Catalogue of Life.